# 律子と貞子
「律子と貞子」（りつことさだこ）は、太宰治の短編小説。

## 概要
| 初出     | 『若草』1942年2月号                     |
| 単行本   | 『風の便り』（利根書房、1942年4月16日） |
| 執筆時期 | 1941年12月下旬執筆脱稿（推定）          |
| 原稿用紙 | 15枚                                    |

## あらすじ
三浦憲治君は「ことしの十二月」、大学を卒業と同時に故郷の甲府市へ帰り、徴兵検査を受けたが、極度の近視眼のため丙種であった。「私」の家に遊びに来た三浦君は、そのことを「恥ずかしい気がする」と言う。また、結婚をするかもしれないということを「私」に報告するが、その候補である姉妹は「一長一短」で、どちらにしたらいいか迷っているのだという。三浦君が「私」に語った事情は以下の通りである。
問題の姉妹は、三浦君の遠縁にあたる下吉田町（現在の富士吉田市）の旅館の娘で、姉は律子（22歳）、妹は貞子（18歳）。二人は甲府の女学校に進んだが、このとき寄宿したのが三浦君の生家の酒造店であった。姉妹は三浦君の妹とも三人姉妹のように親しく、三浦君を「兄ちゃん」と呼ぶ間柄であった。丙種合格で気が腐っていた三浦君のもとに、貞子からなぐさめの手紙が届く。三浦君は手紙のセンチメンタルさに少し閉口するものの、姉妹を懐かしく思い出し、気晴らしに下吉田の旅館に遊びに行こうと思い立つ。下吉田に赴いた三浦君は、町中でたまたま姉妹と出会った。妹はにこにこしながら三浦君にとめどなく話しかけるが、「しっかり者」の姉は旅館で必要な買い物をするために豆腐屋に立ち寄るから二人で先に行きなさいと言い、妹は「いいじゃないか。一緒に帰ろうよ」と不満を言う。その日は旅館に一泊したが、妹は三浦君のそばで話を続け「やはり、どうにも、うるさい」。一方で姉は台所で女中たちと忙しく働いて三浦君のところに来ず、三浦君は「少し物足りなく思った」。翌日姉妹はバス停まで見送りに来るが、妹はこのまま一緒に甲府行きのバスに乗って途中の船津まで送るのだと主張し、姉は旅館の仕事や「土地の人」の「つまらぬ誤解」を気にかける。結局「用心深い」姉の提案で、姉妹は三浦君とは他人を装い船津までバスに乗ることとした。姉は他の乗客の前で澄まして嘘をついて「模範的なお嬢さん」を貫き、バスを降りた時も三浦君に一瞥もしなかった。一方で妹は、三浦君を乗せたバスが走り出すと泣くように追いかけ、「兄ちゃん！」と高く叫んだ。
この二人のどちらにしたらいいか、三浦君から意見を求められた「私」は、「私ならば一瞬も迷わぬ。確定的だ」と考える。しかし、他人の幸不幸に関わることがらを具体的に指図するのもはばかられ、ルカ伝福音書第10章38節から42節まで（マルタとマリアの姉妹のくだり）を三浦君に読ませる。三浦君は首をかしげて考え、さびしそうに笑って「ありがとう」と言う。10日ほど経って三浦君から届いた手紙には、姉の律子と結婚すると記されていた。「私」は「実に案外な手紙」に「三浦君は、結婚の問題に於いても、やっぱり極度の近視眼なのではあるまいか」と「義憤に似たもの」を感じる。作品は「読者は如何に思うや」と締めくくられる。